# Graniczna Placówka Kontrolna Straży Granicznej w Elblągu
Graniczna Placówka Kontrolna Straży Granicznej w Elblągu – zlikwidowana graniczna jednostka organizacyjna Straży Granicznej wykonująca kontrolę graniczną osób, towarów i środków transportu bezpośrednio w przejściach granicznych na granicy morskiej.

## Formowanie i zmiany organizacyjne
Graniczna Placówka Kontrolna w Elblągu (GPK SG w Elblągu) 25 maja 1996 roku została włączona do systemu ochrony granicy państwowej w strukturach Morskiego Oddziału Straży Granicznej. Pod koniec 1999 roku w Morskim Oddziale SG nastąpiły zmiany organizacyjne i w ich wyniku 31 grudnia 1999 roku nastąpiło przekazanie GPK SG w Elblągu do Warmińsko-Mazurskiego Oddziału Straży Granicznej i od 1 stycznia 2000 do 31 grudnia 2003 roku funkcjonowała w strukturze ww oddziału SG.
1 stycznia 2004 roku ministerialne rozporządzenie zmieniło terytorialny zasięg działania Morskiego i Warmińsko-Mazurskiego Oddziału SG, co spowodowało, że GPK SG w Elblągu ponownie została podległa komendantowi Morskiego Oddziału SG.
Jako Graniczna Placówka Kontrolna Straży Granicznej w Elblągu funkcjonowała do 23 sierpnia 2005 roku i 24 sierpnia 2005 roku Ustawą z 22 kwietnia 2005 roku O zmianie ustawy o Straży Granicznej... została przekształcona na Placówkę Straży Granicznej w Elblągu (Placówka SG w Elblągu).

## Ochrona granicy

### Podległe przejścia graniczne
- Elbląg (morskie)[3]
- Frombork (morskie)[3].